# 奈特·道格
奈特·道格'，1969年8月19日—2011年3月15日），本名纳撒尼尔·德韦恩·黑尔（Nathaniel Dwayne Hale），美国知名音乐人、饒舌歌手。

## 生平与音乐生涯
奈特·道格生于密西西比州的克拉克斯戴爾（Clarksdale）。他自幼就在其父（丹尼尔·李·黑尔）担任牧师的长滩新希望浸信会（New Hope Baptist Church）以及克拉克斯戴尔的生命线浸信会（Life Line Baptist Church）唱诗班中演唱。16岁，他从长滩当地的高中辍学，并离家加入美国海军陆战队，服役三年。
奈特和他的表兄弟史努比狗狗、沃伦·G是好友、说唱的同行，他们还组成了说唱三人组213。德瑞博士听到他们录制的样品後，对奈特的声线印象极深，於是在自己的专辑《The Chronic》中，讓奈特小试身手。他在其中的表现深受歌迷和评论界的好评，这也成为了他标志性的演唱方式。1993年，他同Death Row唱片公司签约。奈特还與沃伦·G一道在米斯塔·格瑞姆的“Indosmoke”中献声。1994年，他與沃伦·G合作了首支单曲“Regulate”。奈特·道格和Tupac也多次合作，并共同合作制作了专辑《Thug Life: Volume I》。1998年，在经历一段动荡时期后，奈特携手Death Row唱片公司发布了他的新专辑。这张双专辑标题为《G-Funk Classics Vol. 1 & 2》，之后在2001年末，他同Elektra唱片公司发行了专辑《Music & Me》。该专辑在公告牌嘻哈榜上登上了第三名。
2002年4月，奈特·道格在亚利桑那州被捕，并被指控持有毒品、與非法攜械。他与2002年5月认罪，之后被判获保，并进行社区服务。他还被要求参加戒毒辅导课程。
在无数次改期后，2008年6月3日，原定2004年4月发售的同名专辑《Nate Dogg》终于面世。

## 中风与死亡
2007年12月19日，2008年9月，奈特·道格先后两次中风。
2011年3月15日，奈特·道格在长滩因心臟衰竭以及之前中风导致的并发症辞世 ，享年41岁。卢达克里斯、Game、50 Cent、史努比狗狗、神奇小子、Ice-T、沃伦·G、埃米纳姆、卢普·菲亚斯科等都对其逝世表示遗憾。

## 音乐作品
- 《G-Funk Classics, Vol. 1 & 2》（1998）
- 《Music and Me》（2001）
- 《Nate Dogg》（2008） - （录制于2002年）
- 《The Hard Way》（同213）（2004）

## 影视出演
- 《The Transporter》：歌曲“I Got Love”（2002）
- 《Doggy Fizzle Televizzle》：为短剧《The Braided Bunch》演唱开场曲（2002–2003）
- 《Head of State》：出演本人（同样是主题曲的作曲和演唱者） （2003）
- 《Need For Speed: Underground》：歌曲“Keep it Comin”
- 《The Boondocks》（2008）

## 奖项提名
奈特·道格共被提名过四次葛莱美奖。
| 年份 | 奖项                                                         | 流派 | 歌曲             | 结果 |
| 2007 | 最佳说唱/演唱合作曲目 （同埃米纳姆）                         | 说唱 | Shake That       | 提名 |
| 2002 | 最佳说唱/演唱合作曲目 （同卢达克里斯）                       | 说唱 | Area Codes       | 提名 |
| 2001 | 最佳说唱表演 - 两人或组合 （未列名，同德瑞博士和史努比狗狗） | 说唱 | The Next Episode | 提名 |
| 1995 | 最佳说唱表演 - 两人或组合 （同沃伦·G）                       | 说唱 | Regulate         | 提名 |